# Tetsujirō Obara
Tetsujirō Obara (jap. 小原哲 次郎, Obara Tetsujirō; * 1941 in der Präfektur Fukushima) ist ein japanischer Jazzmusiker (Schlagzeug).
Tetsujirō Obara arbeitete ab den frühen 1970er-Jahren u. a. mit der Sängerin Kimiko Kasai, mit der auch erste Aufnahmen entstanden (Just Friends), außerdem in den Gruppen von Isao Suzuki, Kunihiko Sugano, Isoo Fukui, Kenji Mori, Masaru Imada /(Green Caterpillar) und Tsuyoshi Yamamoto. 1977 spielte er im Trio des Gitarristen Barney Kessel (mit Kunimitsu Inaba) und wirkte auch bei dessen Session mit Junko Mine mit (A Tribute to the Great Hollywood Stars). Mit Tsuyoshi Yamamoto trat er 1979 auf dem Montreux Jazz Festival auf. Im Bereich des Jazz war er ab 1970 an 35 Aufnahmesessions beteiligt, u. a. auch mit den Sängerinnen Abbey Lincoln (Live in Misty, 1973), Shigeko Toya (Fine and Mellow, 1973), Mari Nakamoto, Ayako Hosokawa und Ann Burton (He's Funny That Way, 1977), in den 1980er Jahren noch mit Harumi Kaneko, Salena Jones. In den 1990er Jahren spielte er noch im Trio des Pianisten Kyoko Seki (mit dem Bassisten Glenn Richman).